# Eliel Ford
Eliel Ford (* 1993 in Los Angeles) ist ein US-amerikanischer Fotograf, Film- und Videoregisseur und Filmschauspieler.
Fords Kurzfilm Julien entstand während seines Studiums am Bard College in New York. Er sammelte erste Erfahrungen mit dem Kinofilm als Regieassistent von Noah Baumbach in dessen preisgekröntem Film The Meyerowitz Stories. Mit Wes Anderson arbeitete erstmals 2021 als Assistent in The French Dispatch zusammen, ein weiteres Mal in Asteroid City von 2023. Im selben Jahr übernahm er außerdem Nebenrollen in vier Filmen Andersons.
Eliel Ford ist ein Enkel von Harrison Ford.

## Filmografie
- 2023: Der Rattenfänger (The Rat Catcher'), Kurzfilm
- 2023: Der Schwan (The Swan), Kurzfilm
- 2023: Gift (Poison), Kurzfilm